# 26 Herculis
26 Herculis är en orange stjärna i Herkules stjärnbild.
Stjärnan har visuell magnitud +6,87 och kräver fältkikare för att kunna observeras. Den befinner sig på ett avstånd av ungefär 565 ljusår.